# Gerardo Fernández Fe
Gerardo Fernández Fe (La Habana, 15 de enero de 1971) es un novelista y ensayista cubano. Sus obras más conocidas son las novelas La Falacia (1999) y El último día del estornino (2011) y los libros de ensayos Cuerpo a diario (2007) y Notas al total (2015). Su obra poética, escrita entre 1990 y 2001, fue compilada en Tibisial (2017).
En 2018, su ensayo Moleskine Sergio Pitol, aparecido en un inicio en Notas al Total, fue publicado en México por Rialta Ediciones. José Kozer: tajante y definitivo, una extensa entrevista al poeta cubano, se publicó bajo Rialta en 2020.
En enero de 2021, Fernández Fe publicó su última novela, Hotel Singapur, bajo un sello propio, Audere Libros.

## Historia
Fernández Fe se graduó de Licenciatura en Lengua Francesa por la Universidad de La Habana en 1995. Ha trabajado como traductor y profesor de francés en Cuba y en Ecuador. Ha traducido al castellano textos de Roland Barthes, Gilles Deleuze, Antonin Artaud, Emil Cioran y Denis Roche, entre otros autores.
En 1990, con 19 años, ganó el premio de poesía Luis Rogelio Nogueras, en La Habana, con su primer libro El llanto del escriba, publicado dos años después. Le siguieron Relicarios (1994) y Las Palabras pedestres (1996), este último obtuvo el Premio David de poesía del año anterior.
Escribió su primera novela, La Falacia, en 1996. “Una obra de profunda angustia y de extraña madurez (…)", según el escritor cubano Leonardo Padura. "Porque del mundo referencial y esquivo de la poesía y del universo de cierta literatura francesa cercana al existencialismo para nutrirse esta historia (…), esta novela, con su contenido revulsivo y a la vez magnético, puede dar pie a la polémica —ojalá que así sea— pero su realización literaria es un signo indiscutible de que ha nacido un nuevo narrador en Cuba”.
El libro de ensayo Cuerpo a diario (2007) es un curioso panorama sobre diarios escritos en situaciones límites como la guerra, la enfermedad o los estados totalitarios. El historiador y ensayista Rafael Rojas considera que se trata de "un ejercicio de reescritura de diarios de grandes escritores occidentales (Sade, Kafka, Drieu La Rochelle, Jünger, Martí...), en el que el Diario de Moscú de Benjamin es glosado desde la perspectiva de un poeta cubano de principios del siglo XXI. Anotando en los márgenes de aquel diario juvenil, Fernández Fe desemboca en una reinterpretación del suicidio de Benjamin como un evento de ficción literaria”.
En 2011 publicó El último día del estornino que representa, para el crítico Jeff Lawrence, "la inserción de Fernández Fe en una corriente importante de escritores latinoamericanos contemporáneos. Ricardo Piglia, Roberto Bolaño, y Juan Villoro son algunos de los autores más conocidos que han llevado la poética borgeana del lector voraz al terreno de la historia y de la vida real”.
Rafael Rojas opina que hay en este libro "una invención múltiple de escritura, texto, autoría y lector, llamada a desestabilizar las tradiciones poéticas de la literatura cubana del último medio siglo".
El escritor se radicó en Estados Unidos en 2013.
De Notas al total, publicado en 2015 (Bokeh, ISBN 978-94-91515-13-2), ha dicho el crítico cubano Gilberto Padilla Cárdenas: "Notas al total probablemente sea el mejor libro publicado por un cubano en el año 2015. GFF está en el Salón de la Fama del ensayo cubano (...). Mientras los otros envejecen, GFF rejuvenece con una literatura hecha de relaciones, epifanías, reveladora casi siempre, que se lee como una batalla de otros géneros —el  periodismo, la historia, el testimonio, etc.— contra el nirvana de las formas tradicionales; una guerra donde se esboza la pregunta de cuál es el futuro —¿o el presente?— de la ensayística literaria cubana".
Por su parte, el historiador y crítico Rafael Rojas ha visto en Notas al total "una lectura atenta a lo fragmentario y a la retacería de diarios y cuadernos de apuntes (..). Chapoteo y natación para sorprender la rutina del lector o para adentrarse en ella, como en el espléndido 'Moleskine Pitol', un diario de lectura del escritor mexicano que en cuatro años va desdoblándose hasta conformar la memoria de un lector pertinaz, obsesivo o, más bien, abusivo".
El novelista cubano Abilio Estévez, en el prólogo de Hotel Singapur (2021), asegura que la novela "resalta lo que La falacia y El último día del estornino parecían dejar bastante claro: de los escritores cubanos nacidos después de 1959 Gerardo Fernández Fe es ya uno de los imprescindibles". 
Textos de Fernández Fe han aparecido en las antologías Los nuevos caníbales. Vol. 2 Antología de la más reciente poesía del Caribe hispano (Puerto Rico, 2003); Revolta nesupuşilor : douǎzeci şi cinci de ani de poezie cubanezǎ : 1977-2002 (Rumanía, 2004); Una literatura sin cualidades. Escritores cubanos de la generación cero (EE. UU., 2016); Insular corazón en mitad del mundo: antología de poesía cubana (Ecuador, 2016); La Isla de Cuba: Twaalf Verhalen & een Revolutie (Holanda, 2017), El compañero que me atiende (España, 2017).
También ha colaborado, entre otros medios, con Letras Libres, Cuadernos Hispanoamericanos, Hypermedia Magazine, El Estornudo, Diario de Cuba y El Nuevo Herald.

## Libros publicados
- Hotel Singapur (novela). Audere Libros, 2021.
- José Kozer: tajante y definitivo (entrevista). Rialta Ediciones, México, 2020.
- Moleskine Sergio Pitol (ensayo). Rialta Ediciones, México, 2018.
- Tibisial, (compilación de poesía). Rialta Ediciones, México, 2017.
- Notas al total (ensayos, entrevistas, crónicas). Bokeh, Leiden, Países Bajos, 2015, ISBN 978-94-91515-13-2.
- El último día del estornino (novela). Viento Sur Editorial, Madrid, España, 2011.
- Cuerpo a diario (ensayo). Tse-tsé ediciones, Buenos Aires, Argentina, 2007 y Asociación Editorial Hypermedia, Madrid, 2014.
- La Falacia (novela). Ediciones UNION, La Habana, 1999 y Bokeh, Leiden, Países Bajos, 2012 y 2015, ISBN 978-94-91515-10-1.
- Las Palabras pedestres (poesía). Ediciones UNION, La Habana, 1996.
- El llanto del escriba, (poesía). Ediciones Extramuros, La Habana, 1992.

## Distinciones
- Mención Honorífica en el Concurso Juan Rulfo de Ensayo 2002 auspiciado por Radio Francia Internacional (RFI) con el ensayo Un escritor de novelas llamado Roland Barthes.
- Su novela La Falacia resultó galardonada con la Mención de Honor en el Concurso Italo Calvino de 1997, auspiciado por la Unión de Escritores y Artistas de Cuba y Arci Nuova Associazione, de Italia.
- Premio de poesía La Gaceta de Cuba, 1997.[8]
- Premio David de poesía, La Habana, 1995, con el libro Las Palabras pedestres.
- Premio de poesía Luis Rogelio Nogueras, La Habana, 1990, con el libro El llanto del escriba.